# 阿武隈急行
阿武隈急行株式会社（あぶくまきゅうこう）は、福島県伊達市に本社を置き、福島県および宮城県で旧日本国有鉄道（国鉄）の特定地方交通線および日本鉄道建設公団の建設線（丸森線）を引き継いだ阿武隈急行線を運営する第三セクターの鉄道会社である。阿武急（あぶきゅう）とも呼ばれている。
会社設立から4年後の1988年に全線開業を果たした。現在は宮城・福島両県および沿線自治体で過半数の株式を保有するが、設立当初は地元の鉄道・バス会社福島交通が株式の51%を保有していた。現在も福島駅において、福島交通飯坂線と駅舎およびプラットホームを共用している。

## 歴史
- 1984年（昭和59年）
  - 4月5日 : 阿武隈急行株式会社設立[4][5][6]。
  - 12月24日 : 福島 - 丸森間免許申請。
- 1985年（昭和60年）
  - 2月27日 : 免許交付。工事施工認可申請。
  - 3月2日 : 工事施工認可。既設区間の電化および未成区間の建設工事再開。
- 1986年（昭和61年）7月1日 : 国鉄からの転換により、槻木 - 丸森間を非電化で暫定開業[5]。国鉄東北本線槻木 - 仙台間に乗り入れ[6]。
- 1988年（昭和63年）7月1日 : 福島 - 丸森間延伸開業（全通）[5][6][7]。全線を交流電化[7]。JR東日本東北本線と相互直通運転開始[7][8]。
- 1990年（平成2年）6月25日：本社を宮城県仙台市から福島県伊達郡梁川町（現・伊達市梁川町）に移転[5]。
- 2004年（平成16年）3月13日 : JR東日本東北本線郡山 - 福島間への乗り入れを中止。
- 2011年（平成23年）
  - 3月11日 : 東北地方太平洋沖地震（東日本大震災）が発生。地震直後から全線で運転を見合わせ。全線で被害[5]。
  - 4月6日 : 梁川 - 保原間で運転を再開[9]なおサービス列車としての運行であり運賃は無料であった。
  - 4月13日 : 梁川 - 富野間で運転を再開[9]、引き続きサービス列車としての運行であり運賃は無料であった。
  - 4月18日 : 瀬上 - 保原間と角田 - 槻木間が運転を再開[9]。
  - 4月28日 : 福島 - 瀬上間が運転を再開[9]。
  - 5月16日 : 富野 - 角田間が運転を再開し全線運転再開[5][9]。
- 2019年（令和元年）
  - 10月12日 : 令和元年東日本台風（台風19号）のため全線運転見合わせ[10]。全線で被害42か所。同月23日までに福島 - 富野間で運転を再開[11]。
  - 12月6日 : 丸森 - 槻木間で運転を再開[12]。
- 2020年（令和2年）10月31日： 富野 - 丸森間が運転を再開し全線運転再開[13][14]。
- 2021年（令和3年）2月14日 13日23時に起きた福島県沖地震により全線終日運休[15]。15日始発から通常運転[16]。
- 2022年（令和4年）
  - 3月17日 16日23時に起きた福島県沖地震により全線終日運休[17]。
  - 4月18日 丸森 - 槻木間が運転を再開[18][19]。
  - 4月25日 梁川 - 丸森間が運転を再開[18]。
  - 5月23日 保原 - 梁川間が運転を再開[20]。
  - 6月27日 福島 - 保原間が運転を再開し全線運転再開[21]。

## 路線
- 阿武隈急行線 : 福島 - 槻木（54.9km 24駅[5]・第1種鉄道事業。福島 - 矢野目信号場間は、JR東日本東北本線と施設を共用）

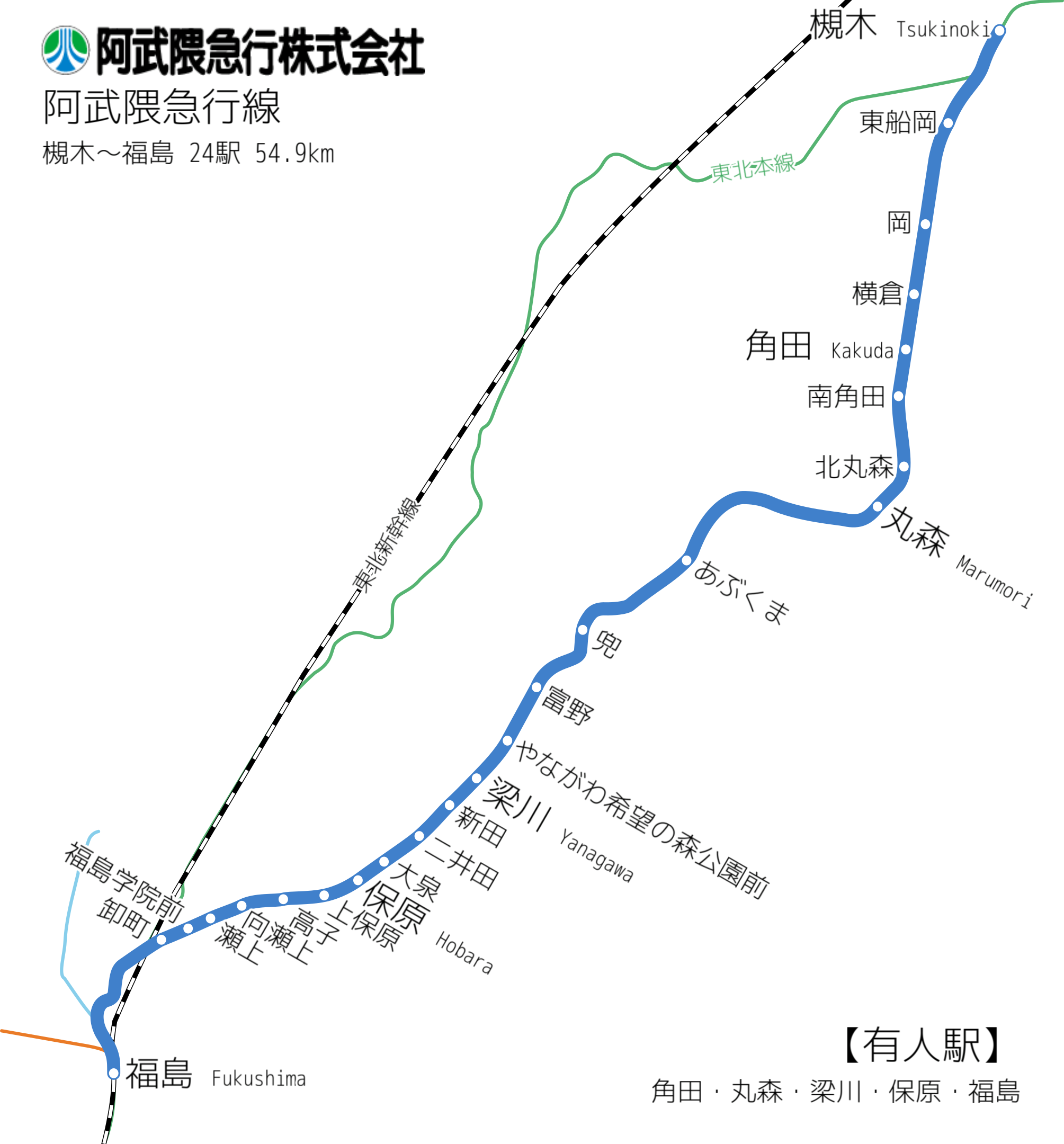
路線図（クリックで拡大）

## 利用状況
輸送密度は以下の通り。
| 年度 | 輸送密度（人/日） | 備考           |
| ---- | ----------------- | -------------- |
| 1986 | 1,206             | 開業           |
| 1987 | 1,391             |                |
| 1988 | 1,753             | 全線開通       |
| 1989 | 1,804             |                |
| 1990 | 2,049             |                |
| 1991 | 2,266             |                |
| 1992 | 2,350             |                |
| 1993 | 2,351             | 輸送密度最高値 |
| 1994 | 2,304             |                |
| 1995 | 2,322             |                |
| 1996 | 2,315             |                |
| 1997 | 2,270             |                |
| 1998 | 2,245             |                |
| 1999 | 2,190             |                |
| 2000 | 2,176             |                |
| 2001 | 2,140             |                |
| 2002 | 2,063             |                |
| 2003 | 2,000             |                |
| 2004 | 1,930             |                |
| 2005 | 1,926             |                |
| 2006 | 1,879             |                |
| 2007 | 1,833             |                |
| 2008 | 1,857             |                |
| 2009 | 1,762             |                |
| 2010 | 1,810             |                |
| 2011 | 1,500             |                |
| 2012 | 1,801             |                |
| 2013 | 1,838             |                |
| 2014 | 1,833             |                |
| 2015 | 1,827             |                |
| 2016 | 1,803             |                |
| 2017 | 1,764             |                |
| 2018 | 1,755             |                |
| 2019 | 1,455             |                |
| 2020 | 00985             |                |
| 2021 | 1,076             |                |
| 2022 | 00890             |                |
| 2023 | 1,299             |                |

## 車両

### 現有車両
- 8100系電車 - AM8100形とAT8100形の2両編成[5]。A-15、A-17の2編成が在籍。
- AB900系電車 - 老朽化の進んだ8100系の置換えを目的に導入され、全車が本形式に統一される予定である。2018年度に2両1編成を先行導入[23]。2019年7月1日より営業運転開始[24][25][26]。2024年7月時点で7編成が在籍[5]。

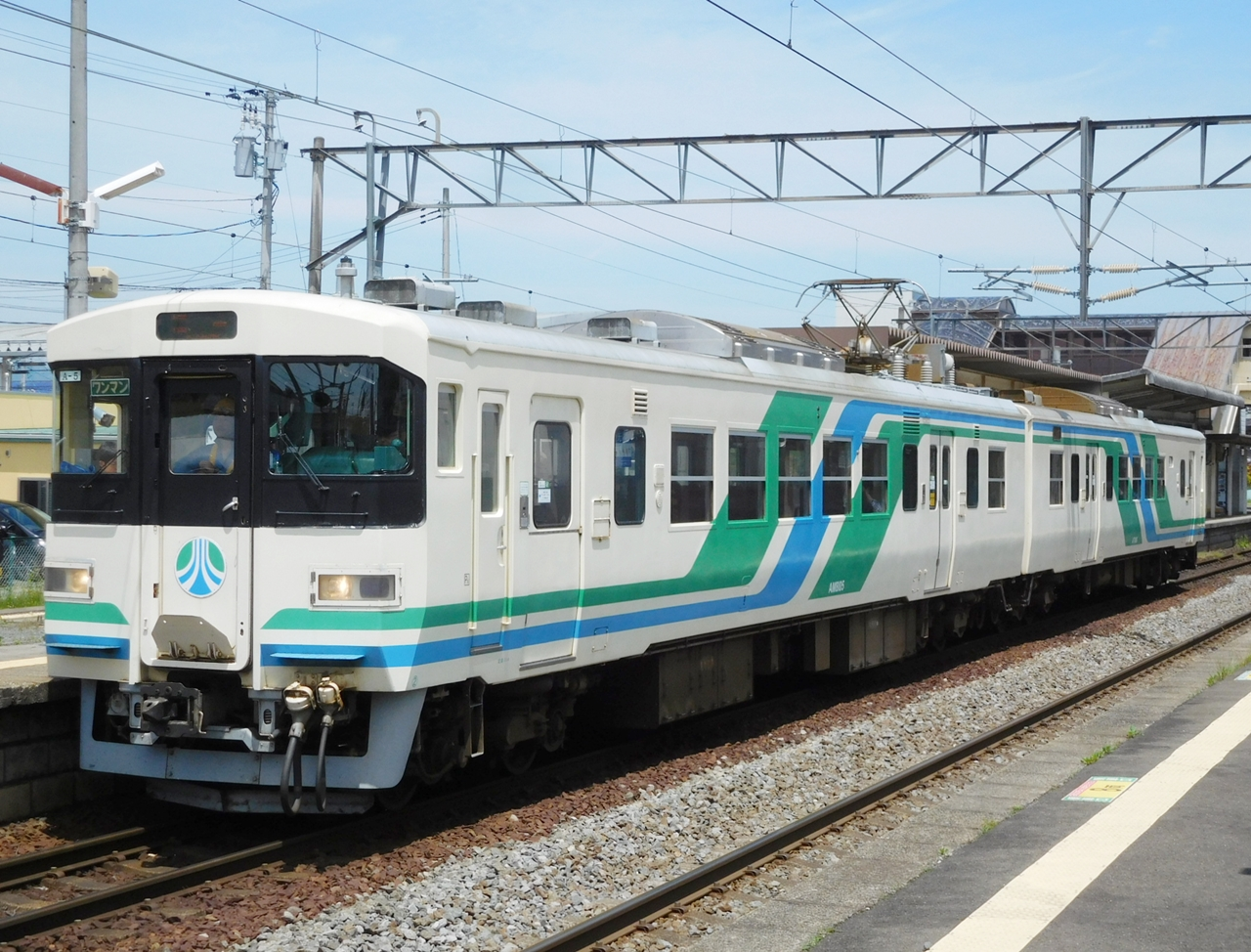
8100系
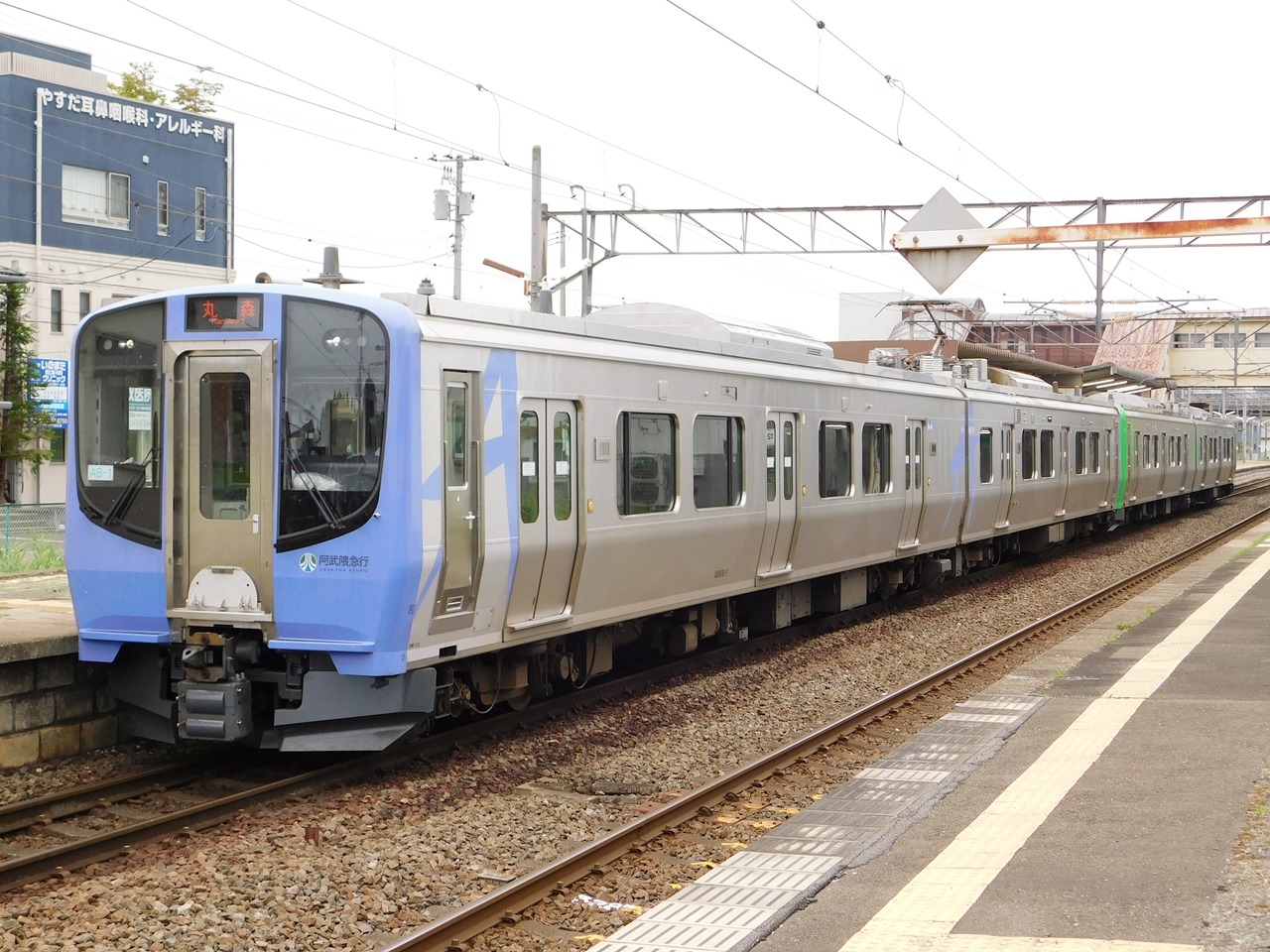
AB900系

### 過去の車両
- キハ22形気動車 - 1986年の暫定開業に際して、国鉄から5両（148, 152, 159, 160, 162）を借り入れた。1988年の全線開業により、8100系電車が導入されたのにともない、国鉄を継承したJR東日本に返還された。
- A417系電車 - 2008年10月30日に運行開始[5]。3両1編成が在籍。JR東日本より東北本線で使用されていた417系を譲受。平日朝夕の特定の運用についていた。2016年3月26日のダイヤ改正で定期運用を外れ、同年5月28日の臨時列車で最終運行[27][28]。

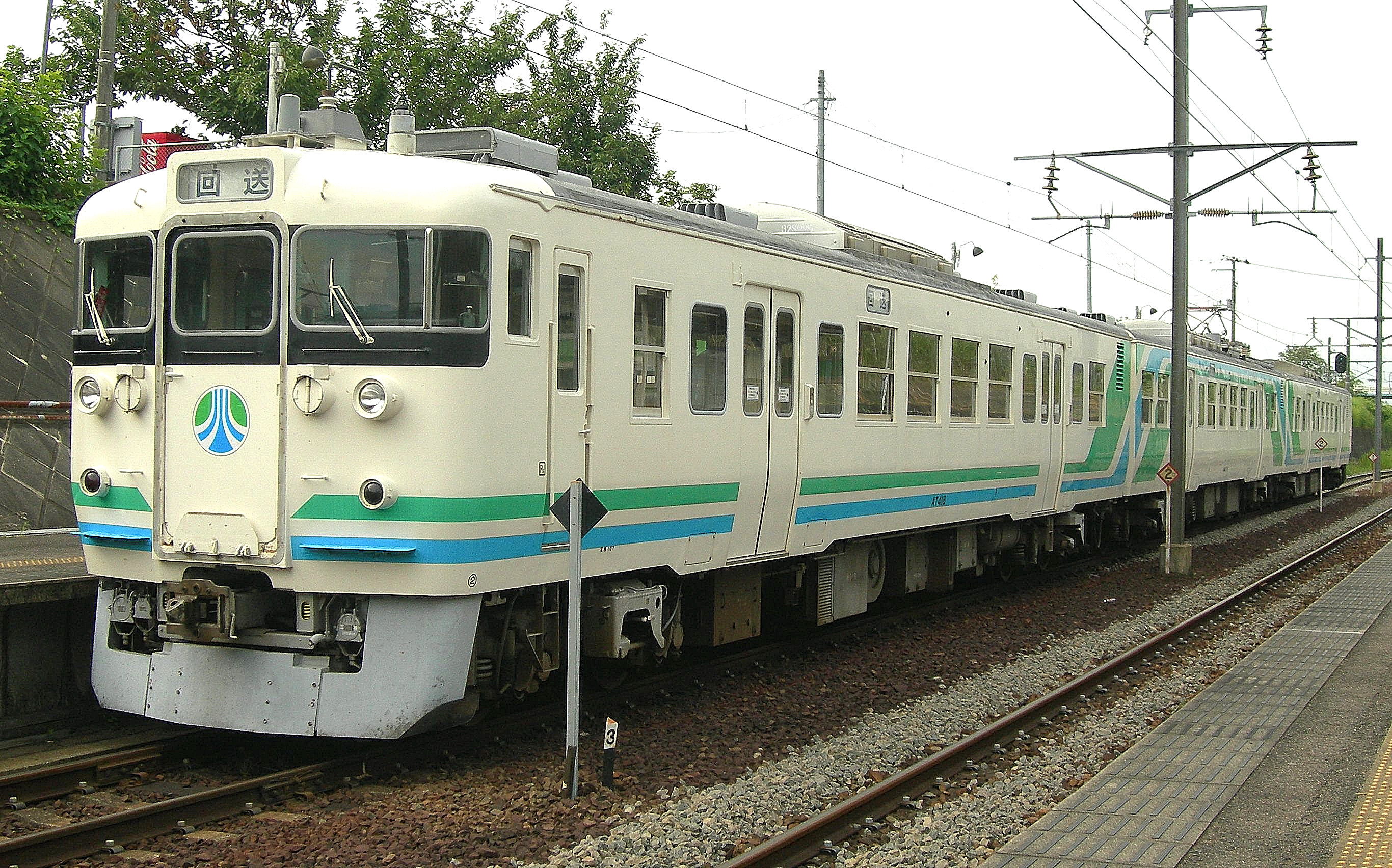
A417系 2011年8月 富野駅

## 記念乗車券・フリー乗車券
2019年10月1日現在。
- フリー乗車券
  - 阿武隈急行線が1日乗り放題。
  - 毎月第1日曜日、元日、鉄道の日（10月14日）の年14回発売。
  - 値段は大人600円・小児300円。福島・保原・梁川・丸森・角田の各有人駅または無人駅からの乗車時（槻木駅含む）は列車内で発売。
- あぶ急トクだねきっぷ
  - 阿武隈急行線が1日乗り放題。
  - 毎月9の付く日（9・19・29日）発売。
  - 値段は大人900円・小児450円。福島・保原・梁川・丸森・角田の各有人駅で発売。
- 飯坂温泉日帰りきっぷ
  - 阿武隈急行線と福島交通飯坂線のフリー切符で、飯坂温泉の協賛旅館・ホテルに1回限り入浴が可能である。
  - 福島片岡鶴太郎美術庭園、飯坂明治大正ガラス美術館の入場料が割引になるサービスもある。
  - 値段は大人1500円、小児750円。福島・保原・梁川・丸森・角田の各有人駅で発売。無人駅（槻木駅含む）から乗車した場合は有人駅で購入。
- 福馬券
  - 阿武隈急行福島駅着発往復乗車券・福島競馬場入場引換券がセットになっている。
  - 福島競馬開催日に合わせて発売、開催日当日に利用できる。
  - 値段は大人900円、小児450円。福島・保原・梁川・丸森・角田の各有人駅で発売。
- GO!かくだきっぷ
  - 「合格」とかけた名称の縁起物とされる切符で、受験シーズン始まりの12月ごろから枚数限定で発売される。沿線の「天神社」で祈祷済み。
  - 値段は角田駅 - やながわ希望の森公園前駅間運賃と同一額の590円。各有人駅で発売される。
  - 2008年の新発売時には日本全国各地の受験生から多くの注文があり、新聞等でも取り上げられた。
  - 発売開始当初はきっぷを絵馬の形に切り取ることができ、沿線の天神社で絵馬として使用できた。
  - 2011年からは、お守りの形をしたものを発売している。
- 中高生なつ割ワンコインきっぷ
  - 中高生の夏季休暇期間に合わせて発売される。
  - 阿武隈急行線が1日乗り放題。
  - 値段は500円。各有人駅で発売される。購入の際に「学生証」の提示が条件となっている。
- 中高生ふゆ割ワンコインきっぷ
  - 中高生の冬季休暇期間に合わせて発売される。
  - 阿武隈急行線が1日乗り放題。
  - 値段は500円。各有人駅で発売される。購入の際に「学生証」の提示が条件となっている。
- シニア割ワンコインきっぷ[30][31]
  - 65歳以上の高齢者が対象で、1 - 3月ごろに発売される。
  - 阿武隈急行線が1日乗り放題。
  - 値段は500円。各有人駅で発売される。本人だけが購入でき、購入の際に年齢が証明できる身分証の提示が条件となっている。